# Chi Carinae
Chi Carinae (65 Carinae) é uma estrela na direção da constelação de Carina. Possui uma ascensão reta de 07h 56m 46.74s e uma declinação de −52° 58′ 56.6″. Sua magnitude aparente é igual a 3.46. Considerando sua distância de 387 anos-luz em relação à Terra, sua magnitude absoluta é igual a −1.91. Pertence à classe espectral B3IVp. É uma estrela variável β Cephei.